# Pseudobarbella assimilis
Pseudobarbella assimilis là một loài Rêu trong họ Meteoriaceae. Loài này được (Cardot) Nog. miêu tả khoa học đầu tiên năm 1947.